# 플라스마 시트

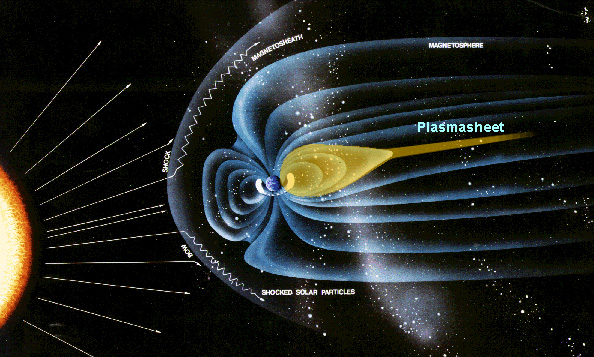
지구 자기권을 예술적으로 표현한 작품이다. 플라스마 시트는 노란색으로 강조 표시된다.

플라스마 시트(plasma sheet)는 자기권에서 자기권 북쪽과 적도면 근처, 자기꼬리와 적도면 근처에 위치한 더 밀도가 높은(0.3-0.5 이온/cm3 대 로브의 0.01-0.02) 뜨거운 플라스마와 낮은 자기장의 시트형 영역이다.
플라스마 시트의 기원은 여전히 자기권 물리학에서 논의되는 주제이지만, 이 지역은 자기꼬리에서 태양을 향한 지구 주위의 플라즈마 수송에 중요한 역할을 하는 것으로 생각된다. 플라즈마 시트는 자기 재결합의 결과로 발생하는 마그네토테일의 플라즈마 대류 운동과 밀접한 관련이 있다.